# Akademie für Darstellende Kunst (Rheinland-Pfalz)
Die Akademie für Darstellende Kunst e. V. (Rheinland-Pfalz) war eine von 1997 bis 2012 bestehende staatlich anerkannte Schauspielschule in Montabaur. Der Schule war ab Herbst 2005 das hauseigene Akademie Theater Rheinland-Pfalz für den Ausbildungs- und Spielbetrieb angeschlossen.

## Geschichte
Die Schule wurde im Oktober 1997 von der Schauspielerin und Regisseurin Mechtild Tiziani-Roth (* 1943) und deren Ehemann, dem Opernsänger Aldo Tiziani (* 1946), gegründet. Die Ausbildung fand zunächst in der Privatwohnung von Mechtild Tiziani-Roth statt. Dann wurde das Areal der ehemaligen Kleiderkammer der Bundeswehr in der Montabaurer Hunsrückstraße 2 angemietet. Am 1. August 2001 erhielt die Schauspielschule die staatliche Anerkennung. Die Schule, der im Herbst 2005 das hauseigene Akademie-Theater angefügt wurde, wurde von einem Förderverein mitgetragen und war BAföG-berechtigt.
Auch die Tochter des Gründerpaares, die Schauspielerin und Regisseurin Elektra Jessica Tiziani (* 1975 oder 1979), absolvierte an der Schauspielschule ihre Ausbildung, lehrte dort und übernahm 2008 zusammen mit Benjamin Werres die Leitung der Ausbildungseinrichtung. Seit 2005 inszenierte das Akademie-Theater insgesamt 23 hauseigene Produktionen, einige davon schrieb Jessica Tiziani selbst.
Im Jahr 2012 wurde der Mietvertrag für das Grundstück in der Hunsrückstraße wegen anderweitiger Nutzung gekündigt. Jessica Tiziani, eine Enkelin des Pädagogen Heinrich Roth, visierte ursprünglich einen Umzug in die Koblenzer Löhrstraße an, wo das Theater in der Unterführung zum Löhr-Center fortgeführt werden sollte.

## Ausbildung
Die Aufnahme wurde durch das Vorsprechen von drei Monologen entschieden. Aufnahmebedingung war ein überdurchschnittliches schauspielerisches Talent. Die Ausbildungsdauer betrug sechs Semester. Der Unterricht bestand aus praktischen und theoretischen Anteilen. Schwerpunkte lagen in der Sprecherziehung und einem internen Trainingsprogramm. Unter Aufsicht der Schulaufsichtsbehörde Koblenz unterrichteten zehn Fachdozenten im Haus. Nach Erreichen der Bühnenreife wurden die Schüler der Künstlervermittlung der Zentralen Auslands- und Fachvermittlung (ZAV) in Köln vorgestellt.
Die Schüler und Absolventen wurden außerdem in den Spielplan des seit November 2005 angeschlossenen Akademie-Theaters mit Sitz in Montabaur eingebunden.

## Bekannte Absolventen
- Patrick Dollmann, 2001–2003 (Schauspielkurse)[13]
- Daniel Faust, 2003–2007[14]
- Katjana Gerz, 2000–2005
- Carolin Sophie Göbel, 2006–2010
- Lisette Schwarz, 2005–2008